# E-fulfilment

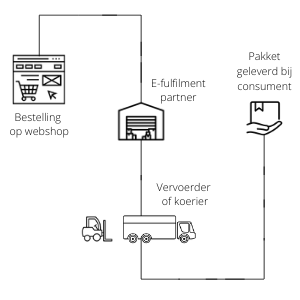
Eenvoudig model van typisch e-fulfilment traject: van order op webshop tot levering bij de klant.

E-fulfilment is de verwerking van goederen na een transactie via het internet. Het gaat net als traditionele logistiek of fulfilment over het bewaren van goederen, het verwerken van orders en het organiseren van het transport, zodat de levering bij de klant correct gebeurt. Toch is er zeer groot verschil met het traditionele proces van fulfilment. E-fulfilment wordt vooral gekenmerkt door processen, die gepaard gaan met e-commerce.
De belangrijkste kenmerken zijn:
- De snelheid van orderverwerking
- Een order is een samenstelling van verschillende producten
- Het transport is vaker georganiseerd binnen het netwerk van koerierdiensten dan van vrachtvervoer

In de praktijk komt het er op neer dat bestellingen die via een webshop of andere e-commerce-winkel gedaan zijn ook daadwerkelijk bij de eindgebruiker worden afgeleverd.

## Verschil met fulfilment
Het grote verschil met traditionele fulfilment: geen wekelijkse planning om orders te verwerken, maar eerder dagelijkse leveringen. Bovendien is het transport niet het vervoeren van pallets, maar van kleinere pakketten. Daarbij staat de logistieke dienstverlener vaak veel dichter bij de eindklant, wat de impact van beleving veel groter maakt.
E-fulfilment is ontstaan vanuit de nood aan snelle en correcte verwerking van orders van een webshop, maar ook in zakelijke context is er meer en meer nood aan deze dienstverlening. De reden is dat er veel minder voorraden worden bijgehouden, waardoor er meer en snellere aanleveringen nodig zijn.

## Succesfactor
De grootste succesfactor is de mate waarin dit proces digitaal wordt opgezet tussen de webshop en/of ERP-systeem van de klant, het Warehouse Management System (WMS) van het distributiecentrum en de verschillende koerierdiensten. Bovendien moet de integratie van dit alles zo flexibel mogelijk worden opgezet, omdat heel dit proces zeer kort bij de eindconsument staat. Noden van klanten kunnen namelijk zeer snel veranderen, waardoor men ook de processen mee moet evolueren. 
E-fulfilment dienstverleners bieden een logistiek antwoord op:
- De snelle veranderingen die digitalisatie met zich meebrengt.
- Het integreert alle mogelijke verkoopkanalen, zowel fysieke als digitale verkoopkanalen,[5] zoals webshops en marktplaatsen
- Het centraliseert de voorraad, ook al bedient het verschillende verkoopkanalen.
- Het is een flexibel proces, vaak opgezet door API-connecties om zich snel te kunnen aanpassen aan veranderingen bij de eindconsument.

## Werkzaamheden & taken
Onder e-fulfilment vallen de volgende werkzaamheden en taken:
- Ontvangen van goederen
- Opslag van goederen
- Retourverwerking van teruggestuurde producten
- Verzamelen van goederen per bestelling
- Inpakken van de gehele bestelling
- Frankeren voor verzending
- Overdracht aan vervoerder
- Elektronische terugkoppeling aan webshop
- Rapportage van verwerkte bestellingen en voorraad